# Double Dhamaal
 (novembre 2024).
La mise en forme du texte ne suit pas les recommandations de Wikipédia : il faut le « wikifier ».
Les points d'amélioration suivants sont les cas les plus fréquents. Le détail des points à revoir est peut-être précisé sur la page de discussion.
- Les titres sont pré-formatés par le logiciel. Ils ne sont ni en capitales, ni en gras.
- Le texte ne doit pas être écrit en capitales (les noms de famille non plus), ni en gras, ni en italique, ni en « petit »…
- Le gras n'est utilisé que pour surligner le titre de l'article dans l'introduction, une seule fois.
- L'italique est rarement utilisé : mots en langue étrangère, titres d'œuvres, noms de bateaux, etc.
- Les citations ne sont pas en italique mais en corps de texte normal. Elles sont entourées par des guillemets français : « et ».
- Les listes à puces sont à éviter, des paragraphes rédigés étant largement préférés. Les tableaux sont à réserver à la présentation de données structurées (résultats, etc.).
- Les appels de note de bas de page (petits chiffres en exposant, introduits par l'outil «  Source ») sont à placer entre la fin de phrase et le point final[comme ça].
- Les liens internes (vers d'autres articles de Wikipédia) sont à choisir avec parcimonie. Créez des liens vers des articles approfondissant le sujet. Les termes génériques sans rapport avec le sujet sont à éviter, ainsi que les répétitions de liens vers un même terme.
- Les liens externes sont à placer uniquement dans une section « Liens externes », à la fin de l'article. Ces liens sont à choisir avec parcimonie suivant les règles définies. Si un lien sert de source à l'article, son insertion dans le texte est à faire par les notes de bas de page.
- La présentation des références doit suivre les conventions bibliographiques. Il est recommandé d'utiliser les modèles {{Ouvrage}}, {{Chapitre}}, {{Article}}, {{Lien web}} et/ou {{Bibliographie}}. Le mode d'édition visuel peut mettre en forme automatiquement les références.
- Insérer une infobox (cadre d'informations à droite) n'est pas obligatoire pour parachever la mise en page.

Pour une aide détaillée, merci de consulter Aide:Wikification.
Si vous pensez que ces points ont été résolus, vous pouvez retirer ce bandeau et améliorer la mise en forme d'un autre article.
Pour plus de détails, voir Fiche technique et Distribution.
Double Dhamaal (डबल धमाल) est un film de comédie indien en hindi de 2011 et une suite du film à succès de 2007 Dhamaal, ainsi que le deuxième volet de la série de films Dhamaal. Le film est réalisé et produit par Indra Kumar et également produit par Ashok Thakeria.
Sanjay Dutt, Ritesh Deshmukh, Arshad Warsi, Aashish Chaudhary et Jaaved Jaffrey reprennent leurs rôles des films précédents, avec Kangana Ranaut et Mallika Sherawat comme nouveaux venus. La bande-annonce du film a été dévoilée le 6 mai 2011 en même temps que le film Haunted. Le film est sorti le 24 juin 2011.
À sa sortie, le film a reçu des critiques mitigées de la part des critiques, avec des éloges pour les performances des acteurs mais des critiques pour son humour et ses clichés. Malgré cela, il a été un succès commercial au box-office.
Une suite intitulée Total Dhamaal est sortie en février 2019, avec les trois principaux membres du casting (Deshmukh, Warsi et Jaffrey) reprenant leurs rôles.

## Synopsis
Les quatre amis Roy, Adi, Boman et Manav, qui ne sont rien, essaient toujours d'escroquer les gens pour gagner leur vie. Ils voient par hasard leur vieil ennemi Kabir conduire une luxueuse Mercedes-Benz et tentent de découvrir le secret de son succès. Après avoir enquêté, ils découvrent qu'il vit de la richesse de sa « femme ».
Ils le font ensuite chanter pour qu'il en fasse ses partenaires commerciaux, mais les quatre amis ne savent pas que Kabir, sa petite amie Kamini et sa sœur Kiya ont leurs propres objectifs. Kabir les met en contact avec un investisseur nommé Bata Bhai, qui est également un donateur. Les quatre amis convainquent Bata Bhai d'investir son argent dans le projet pétrolier de Kabir, et l'argent est ensuite volé par Kabir. Kabir quitte le pays avec Kamini et Kiya, et laisse les quatre amis s'occuper de Bata Bhai. Cependant, les quatre amis parviennent à quitter la ville et à retrouver Kabir à Macao. Ils élaborent un plan pour ruiner le bonheur de Kabir et récupérer leur argent en se déguisant. Roy « arnaque » Kiya en se déguisant en « Tukiya » et en prétendant être amoureux d'elle, tandis qu'Adi se déguise en un homme sikh appelé « Ghanta Singh », obtenant le poste d'« assistant personnel » de Kabir. Roy se déguise également en « Heera Bhai », un « investisseur gujarati » qui serait censé « investir » dans le casino de Kabir, et Boman agit comme sa femme, « amoureuse de Kabir » pour briser sa relation avec Kamini. Manav se fait passer pour divers personnages.
Cependant, Kabir, Kamini et Kiya découvrent leurs plans et décident de faire semblant d'être dupés par les quatre amis, jouant le jeu de leurs plans. Cependant, ils finissent par le révéler à la fin lorsque les quatre amis se révèlent, choquant et effrayant les quatre amis, qui sont furieux d'avoir été à nouveau trompés par le trio.

## Fiche technique
- Titre original : Double Dhamaal
- Réalisateur : Indra Kumar
- Pays :  Inde
- Durée : 140 minutes
- Genre : Comédie
- Dates de sortie :
  - Inde : 24 juin 2011
  - France : 20 décembre 2011

## Distribution
- Sanjay Dutt : Kabir Nayak
- Mallika Sherawat : Kamini
- Ritesh Deshmukh : Deshbandhu Roy/Lee/Tukaram Sadanand Kale "Tukya"/Heera Bhai
- Kangana Ranaut : Kia Nayak
- Arshad Warsi : Aditya "Adi" Shrivastav/Ganta Singh/Milan Supari
- Aashish Chaudhary : Boman Contractor/Dodo/Barbara Hori
- Jaaved Jaffrey : Manav Shrivastav/Jojo/Moty Bhai
- Satish Kaushik : Baba Batanand Swami
- Zakir Hussain : Mohsin Bhai
- J. Brandon Hill : Johnny Bonzela
- Harry Josh : Kasim Kekra
- Farzil Pardiwalla : un employé de la municipalité
- Vaibhav Mathur : mâcheur de betel, le type dans le Devils Bar
- Neeraj Kshetrapal : laitier
- Steven Dasz
- Shahid Hasan : Responsable du bureau de Kabir
- Khurshed Lawyer : Bureau de Kabir
- Michael Lagnus : poivrot en costume brillant
- Latesh Sharma : Executive